# Arctic Armageddon
Arctic Armageddon ist ein US-amerikanischer Katastrophenfilm aus dem Jahr 2023 von James Mahoney. Produziert wurde der Film von The Asylum.

## Handlung
Aufgrund eines Seebebens im Nordatlantik und der daraus entstandenen Verwerfungen erlischt der Golfstrom. Daher sinkt die Temperatur des Meeres drastisch und es droht eine Kaltzeit. Innerhalb kürzester Zeit werden viele Städte in der nördlichen Himmelssphäre von starkem Schneefall und gefrierenden Wassers heimgesucht. Daher beruft das Pentagon einen Krisenstab ein. Secretary Carter schlägt vor, das militärische Forschungs-U-Boot „Dallas“ Richtung Verwerfung zu schicken, um diese zu zerstören, in der Hoffnung, die alten Wetterverhältnisse wieder herzustellen zu können.
Captain Price, der die Führung im U-Boot innehat, ist sich sicher, dass aufgrund der modernen Waffentechniken an Bord die Mission gelingen wird. Als ihr größter Gegner entpuppt sich das schnell vereisende Meer. Die wissenschaftliche Leitung hat Dr. Rebecca Woods inne. Gemeinsam mit Dr. Matt Johnson betritt sie Teile des gefrorenen Meeres. Es erweist sich für das U-Boot als unüberwindbares Hindernis, daher muss die Eiskappe gesprengt werden. Aufgrund der Temperaturen fällt die Technik aus, sodass Dr. Johnson vor Ort die Bombe auslösen muss und in der folgenden Explosion ums Leben kommt.
Während das U-Boot unter der Eisdecke taucht, kommt es zu Komplikationen, wodurch die Crew nach und nach dezimiert wird. Zeitweise wird das U-Boot an der Meeresoberfläche vereist, kann sich aber befreien. Am Ziel angekommen werden Torpedos auf die Verwerfung geschossen. Leider explodieren diese nicht. Allerdings stürzt das durch das U-Boot zerbrochene Eis auf die Torpedos, die dadurch zünden. Erfolgreich steigt die Meerestemperatur.

## Hintergrund

### Produktion
Jeremiah Crothers und Tammy Klein wurden beim Schreiben des Drehbuches vom Klimawandel beeinflusst. Viele Aufnahmen entstanden in einem Filmstudio im Burbank im US-Bundesstaat Kalifornien. Die Landschaftsaufnahmen des Films wurden größtenteils vor Ort in Island gedreht.

### Veröffentlichung
Der Film erschien am 8. November 2023 in den USA als Video-on-Demand. Wenig später erschien er ebenfalls im Videoverleih. In Deutschland erschien der Film am 28. Juni 2024 auf DVD und Blu-ray Disc. Am 20. September 2024 feierte der Film seine deutsche Free-TV-Premiere auf Tele 5.

## Rezeption
„Inhaltlich sinnfreier Trash-Film des „Asylum“-Studios ohne jede Eigenständigkeit und bar jeder Idee, wie die geringen Schauwerte spannend verkauft werden könnten. Einige Sequenzen mit vergleichsweise passablen Effekten gehen in den repetitiven und tödlich langweiligen Dialogpassagen unter.“

Auf Criticless wird von einem „echten Reinfall“ gesprochen und er wäre „nicht einmal schlecht genug, um ironischerweise gut zu sein“. Als bester Schauspieler im Film wird Patrick Labyorteaux genannt. Final erhält der Film eine Wertung von 10 %. Simkl bezeichnet den Film als einen „packenden Katastrophenfilm“ und findet, dass Regisseur James Mahoney „meisterhaft Spannung“ aufbaue und „atemberaubende Bilder mit herzzerreißenden Actionsequenzen“ kombiniere.
Auf Rotten Tomatoes hat der Film aufgrund zu geringer Wertungen keine Bewertung erhalten. In der Internet Movie Database hat der Film bei über 200 Stimmenabgaben eine Wertung von 3,0 von 10,0 möglichen Sternen (Stand: Juni 2023).